# Fantastic Four: Flame On
Fantastic Four: Flame On — видеоигра 2005 года, разработанная Torus Games и изданная Activision эксклюзивно для Game Boy Advance. Главным героем выступает Человек-факел, супергерой Marvel Comics и один из участников Фантастической четвёрки. Игра основана на фильме «Фантастическая четвёрка» Тима Стори и рассказывает самостоятельную историю, используя больше элементов из комиксов.

## Сюжет
Четвёрка астронавтов — Рид Ричардс, Бен Гримм, Сью и Джонни Шторм — совершают полёт в космос, для проведения научных исследований. Тем не менее, их корабль подвергается воздействию космических лучей и, когда авантюристы возвращаются на Землю, их сажают на карантин. Джонни обнаруживает, что теперь он в состоянии окружить себя пламенем и стать Человеком-факелом.

## Геймплей
Fantastic Four: Flame On представляет собой платформер-сайд-скроллер для Game Boy Advance, в котором игрок управляют исключительно Джонни Штормом, также известным как Человек-факел. Протагонист обладает множеством приёмов, таких как: пылающие рывки, огненные удары, метание огненных шаров, а также специальными атаками — Сверхновой и Инферно. Специальные атаки становятся доступны при заполнении шкалы энергии, уровень которой поднимается после уничтожения противников.
Игроку предстоит сражаться на уровнях, наполненных классическими врагами Фантастической четвёрки — Скруллами. Во время прохождения уровней, игрок собирает кристаллы для получения дополнительных очков, а также освобождает захваченных Скруллами пленников.

## Критика
Fantastic Four: Flame On была названа одной из лучших игр про супергероев для Game Boy Advance по версии Screen Rant. На сайте GameFAQs её рейтинг составил 3 звезды из 5.